# エウドラ (小惑星)
エウドラ (217 Eudora) は、小惑星帯にある小惑星である。1880年8月30日にジェローム・E・コッジャによって発見された。ギリシア神話に登場するヒアデス7姉妹の一柱であるエウドラにちなんで名付けられた。